# Friedrich Poppenhusen
Friedrich Adolph Poppenhusen (* 11. August 1861 in College Point / Queens; † 18. April 1923 in Hamburg) war ein Hamburger Kaufmann und Abgeordneter.

## Leben
Poppenhusen wurde als Sohn von Conrad Poppenhusen in den Vereinigten Staaten geboren. Er trat später in Hamburg in die Firma Poppenhusen & Co. ein.  Poppenhusen war von 1910 bis 1917 Mitglied der Hamburgischen Bürgerschaft. 
Poppenhusen war seit 1900 mit Susanne Emilie Amsinck, einer Tochter von  Martin Garlieb Amsinck, verheiratet.